# Kapteyn c
Kapteyn c – planeta pozasłoneczna krążąca wokół Gwiazdy Kapteyna, jedna z dwóch znanych w tym układzie planetarnym. Krąży poza ekosferą gwiazdy.

## Odkrycie
Planeta została wykryta metodą dopplerowską, poprzez okresowe wahania prędkości radialnej Gwiazdy Kapteyna, razem z cieplejszą planetą Kapteyn b krążącą w ekosferze. Odkrycia dokonano przy wykorzystaniu spektrometru HARPS w europejskim obserwatorium La Silla w Chile. Odkrycie zostało zweryfikowane przez pomiary spektrometrów w Obserwatorium Kecka i Obserwatorium Las Campanas. Nazwa planety wywodzi się od gwiazdy centralnej systemu,  charakteryzującej się wyjątkowo dużym ruchem własnym na tle gwiazd, odkrytym w 1897 roku przez Jacobusa Kapteyna; litera c standardowo oznacza, że jest to druga planeta odkryta w systemie.

## Charakterystyka
Kapteyn c ma masę minimalną 7 razy większą niż masa Ziemi, ale jej rozmiary nie są znane, co nie pozwala określić natury tego ciała. Może być dużą skalistą superziemią, ale niewykluczone, że jest to gazowy karzeł podobny do Neptuna (choć cieplejszy). Krąży po eliptycznej orbicie, w całości leżącej poza ekosferą gwiazdy, blisko linii śniegu tego układu. Okres orbitalny (rok) tej planety to nieco ponad 121 dni; mimo że jest bliski współmierności 2:5 z okresem obiegu Kapteyna b, między planetami nie występuje rezonans orbitalny. Do planety dociera strumień promieniowania równy 10% strumienia docierającego do Ziemi, jest to promieniowanie o większych długościach fal. Temperatura powierzchni planety Kapteyn c (bez uwzględnienia wpływu atmosfery) może zmieniać się od 137 K w aphelium do 174 K w peryhelium, średnio wynosząc 152 K, przez co jest za zimna, by występowała na niej ciekła woda.
Planeta krąży wokół Gwiazdy Kapteyna, która jest jedną z gwiazd najbliższych Ziemi i najbliższym znanym obiektem populacji halo galaktycznego. Prawdopodobnie wywodzi się z karłowatej galaktyki satelickiej rozerwanej przez Drogę Mleczną, której największą pozostałością jest gromada omega Centauri. Gwiazda Kapteyna jest starą gwiazdą, liczy około 11,5 miliarda lat; planety zazwyczaj tworzą się razem z gwiazdami, zatem Kapteyn c jest najprawdopodobniej równie starym ciałem.